# Actinocyclus
Actinocyclus is een geslacht van in zee levende naaktslakken dat behoort tot de familie van de Actinocyclidae.

## Soorten
- Actinocyclus papillatus  Bergh, 1878
- Actinocyclus verrucosus  Ehrenberg, 1831